# Akhtamar Planitia
Akhtamar Planitia est une plaine située sur Vénus dans le quadrangle de Tellus Tessera. Elle a été nommée en référence à Akhtamar, héroïne d'une épopée arménienne.